# Дискографија Шона Пола
Први албум јамајчанског певача Шона Пола под називом Stage One објављен је 28. марта 2000. године и изашао је на цд-у, винилу и као виртуелно издање. Албум је изашао под окриљем издавачких кућа Јуниверсал мјузик груп и ВП рекордс, а за за песму Hot Gal Today снимљен је музички спот. Певач је продао преко 500.000 примерака овог албума у Сједињеним Државама.
Други албум под називом Dutty Rock, објављен је 12. новембра 2002. године, а песме Get Busy и Baby Boy (у сарадњи са Бијонсе), нашле су се на првом месту музичких синглова у Сједињеним Државама. На музичке листе доспеле су и песме Gimme the Light, Like Glue и I'm Still in Love with You, које су се уједнон нашле и на листи Топ 10 синглова Уједињеног Краљевства. Албум је био на другом месту најбољих албума по листи UK Albums и девети на америчкој Billboard 200 листи. Такође ово је био први и једини албум певача за који је добио етикету Parental Advisory од стране Америчког удружења дискографских кућа. Током прве недеље албум је продат у преко 6. милиона примерака широм света, а чак пет песама са албума нашло се на листи Топ 15 Хот.
Трећи студијски албум Шона Пола под називом The Trinity, објављен је у Сједињеним Државама 27. септембра 2005. године за Атлантик рекордс. Албуму је претходио сингл We Be Burnin, који је пуштен на радио станицама 22. августа 2005. године, био је шести на америчкој листи Billboard Hot 100 и седамнаести на Billboard R&B/Hip-Hop листи. Добио је платинумски сертификат, а од 19. јула 2006. године продат је у 1.386.733 примерака у Сједињеним Државама, а око 4.367.750 примерака широм света.
Полов четврти студијски албум Imperial Blaze, објављен је 18. августа 2009. године. Албум је добио златни сертификат у Француској, где је дебитовао као осми на музичким листама у тој земљи, пети у Канади, четврти у Швајцарској и седамнаест у Немачкој. Био је трећи на листи R&B/Hip Hop албима и дванаести на листи Billboard 200.
Пети студијски албум певача под називом Tomahawk Technique, објављен је за Атлантик рекордс 27. јануара 2012. године. Шести студијски албум Full Frequency изашао је 14. фебруара 2014. године.
Седми студијски албум Mad Love the Prequel објављен је 29. јуна 2018. године, а најављен је са сингловима Cheap Thrills и Rockabye, који се нашао међу првих десет хитова на музичким листама у Великој Бриитанији.

## Албуми

### Студијски албуми
| Назив                | Детаљи | Позиција | Позиција | Позиција | Позиција | Позиција | Позиција | Позиција | Позиција | Позиција | Позиција | Сертификати |
| Назив                | Детаљи | АУС      | КАН      | ФРА      | НЕМ      | ИР       | ШВЕ      | УК       | САД      | US R&B   | САД реп  | Сертификати |
| -------------------- | --- | -------- | -------- | -------- | -------- | -------- | -------- | -------- | -------- | -------- | -------- | --- |
| Stage One            | - Датум објављивања: 28. март 2000. - Издавачка кућа: VP Records, Universal Records - Формат: ЦД, винил, касета, виртуелно преузимање | —        | —        | —        | —        | —        | —        | —        | —        | 98       | —        | |
| Dutty Rock           | - Датум објављивања: 24. септембар 2002. - Издавачка кућа: VP, Atlantic Records - Формат: ЦД, винил, касета, виртуелно преузимање     | 22       | 1        | 20       | 10       | 2        | 11       | 2        | 9        | 4        | 1        | - Аустралијско удружење дискографских кућа: Златно - BPI: 2× Платина - BVMI: Платина - IFPI ШВЕ: Платина - MC: 3× Платина - Америчко удружење дискографских кућа: 2× Платина - SNEP: Златно     |
| The Trinity          | - Датум објављивања: 27. септембар 2005. - Издавачка кућа: Atlantic - Формат: ЦД, винил, касета, виртуелно преузимање                 | 100      | 4        | 5        | 9        | 25       | 4        | 11       | 7        | 4        | 3        | - Америчко удружење дискографских кућа: Платина - BPI: Златно - BVMI: Златно - IFPI ШВЕ: Златно - MC: Платина - Америчко удружење дискографских кућа: Платина - SNEP: 2× Платина - IRMA: Златно |
| Imperial Blaze       | - Датум објављивања: 18. август 2009. - Издавачка кућа: Atlantic - Формат: ЦД, виртуелно преузимање                                   | —        | 5        | 8        | 17       | —        | 4        | 38       | 12       | 3        | 1        | |
| Tomahawk Technique   | - Датум објављивања: 27. јануар 2009. - Издавачка кућа: Atlantic - Формат: ЦД, виртуелно преузимање                                   | —        | —        | 5        | 6        | —        | 3        | 30       | —        | —        | —        | - IFPI SWI: Златно - SNEP: Златно |
| Full Frequency       | - Датум објављивања: 18. фебруар 2014. - Издавачка кућа: Atlantic - Формат: ЦД, виртуелно преузимање                                  | —        | —        | 63       | 22       | —        | 7        | —        | —        | —        | —        | |
| Mad Love the Prequel | - Датум објављивања: 29. јун 2018. - Издавачка кућа: Island Records - Формат: ЦД, виртуелно преузимање                                | —        | —        | —        | —        | —        | —        | —        | —        | —        | —        | |

### Компилацијски албуми
| Назив                     | Детаљи                                                               |
| ------------------------- | -------------------------------------------------------------------- |
| Dutty Classics Collection | - Датум објављивања: 2. јун 2017. - Формат: ЦД, виртуелно преузимање |

### Микстејпови
| Назив               | Детаљи |
| ------------------- | --- |
| The Odyssey Mixtape | - Датум објављивања: 26. децембар 2009. - Издавачка кућа: самостално издање - Формат: виртуелно преузимање |

### Видео албуми
- Duttyology (2004)

## Синлови

### Као главни извођач
| Назив                                                | Година | Позиција | Позиција | Позиција | Позиција | Позиција | Позиција | Позиција | Позиција | Позиција | Позиција | Сертификати | Албум                    |
| Назив                                                | Година | АУС      | КАН      | ФРА      | НЕМ      | ИР       | ШВЕ      | УК       | САД      | САД R&B  | САД реп  | Сертификати | Албум                    |
| ---------------------------------------------------- | ------ | -------- | -------- | -------- | -------- | -------- | -------- | -------- | -------- | -------- | -------- | --- | ------------------------ |
| "Deport Them"                                        | 2000   | —        | —        | —        | —        | —        | —        | —        | —        | 80       | —        | | Stage One                |
| "Haffi Get De Gal Ya (Hot Gal Today)" (Mr. Vegas)    | 2000   | —        | —        | —        | —        | —        | —        | —        | —        | 66       | 5        | | Stage One                |
| "Gimme the Light"                                    | 2002   | 89       | 11       | 43       | 35       | —        | 19       | 5        | 7        | 3        | —        | - MC: Златно | Dutty Rock               |
| "Get Busy"                                           | 2003   | 4        | —        | 8        | 3        | 14       | 2        | 4        | 1        | 1        | 2        | - Аустралијско удружење дискографских кућа: Златно - BPI: Златно - BVMI: Златно - IFPI ШВЕ: Златно - SNEP: Сребрно - Америчко удружење дискографских кућа: Платина | Dutty Rock               |
| "Like Glue"                                          | 2003   | 20       | 6        | 31       | 20       | 4        | 6        | 3        | 13       | 9        | 5        | - BPI: Сребрно - MC: зЛАТНО | Dutty Rock               |
| "I'm Still in Love with You" (Sasha)                 | 2004   | 20       | —        | 31       | 19       | 7        | 10       | 6        | 14       | 13       | 8        | | Dutty Rock               |
| "We Be Burnin'"                                      | 2005   | 34       | —        | 78       | 5        | 11       | 6        | 2        | 6        | 17       | 6        | - BPI: Сребрно - BVMI: Златно - MC: Златно - Америчко удружење дискографских кућа: Платина                                                                         | The Trinity              |
| "Ever Blazin'"                                       | 2005   | —        | —        | 8        | 20       | 16       | 11       | 12       | —        | —        | —        | | The Trinity              |
| "Temperature"                                        | 2006   | 5        | 2        | 4        | 14       | 20       | 10       | 11       | 1        | 7        | 2        | - Аустралијско удружење дискографских кућа: Златно - BPI: Златно - Америчко удружење дискографских кућа: 3× Платина                                                | The Trinity              |
| "Never Gonna Be the Same"                            | 2006   | —        | —        | 10       | —        | 33       | 37       | 22       | —        | —        | —        | | The Trinity              |
| "(When You Gonna) Give It Up to Me" (Keyshia Cole)   | 2006   | 17       | —        | 25       | 26       | 23       | 5        | 31       | 3        | 5        | 3        | - Америчко удружење дискографских кућа: Златно | The Trinity              |
| "Watch Dem Roll"                                     | 2007   | —        | —        | —        | —        | —        | —        | —        | —        | —        | —        | | Reggae Gold              |
| "So Fine"                                            | 2009   | —        | 56       | 17       | 39       | —        | 38       | 25       | 50       | 90       | 13       | | Imperial Blaze           |
| "Press It Up"                                        | 2009   | —        | 64       | 40       | —        | —        | —        | —        | —        | —        | —        | | Imperial Blaze           |
| "Hold My Hand" (Keri Hilson)                         | 2009   | —        | 82       | 3        | 60       | —        | 37       | —        | —        | 110      | —        | | Imperial Blaze           |
| "Got 2 Luv U" (Alexis Jordan)                        | 2011   | 26       | 69       | 4        | 3        | 43       | 1        | 11       | 84       | 108      | 20       | - - Аустралијско удружење дискографских кућа: Платина - BPI: Сребрно - BVMI: Платина - IFPI SWI: Платина                                                           | Tomahawk Technique       |
| "She Doesn't Mind"                                   | 2011   | 46       | 49       | 3        | 2        | 10       | 1        | 2        | 78       | —        | —        | - BPI: Златно - BVMI: 3× Златно - IFPI SWI: 2× Платина | Tomahawk Technique       |
| "Hold On"                                            | 2012   | —        | —        | 35       | —        | —        | —        | 86       | —        | —        | —        | | Tomahawk Technique       |
| "Touch the Sky" (DJ Ammo)                            | 2012   | —        | —        | 139      | 31       | —        | —        | —        | —        | —        | —        | | Tomahawk Technique       |
| "How Deep Is Your Love" (Kelly Rowland)              | 2012   | —        | —        | —        | —        | —        | 72       | —        | —        | —        | —        | | Tomahawk Technique       |
| "Other Side of Love"                                 | 2013   | 60       | —        | 82       | 3        | 65       | 4        | 7        | —        | —        | —        | | Full Frequency           |
| "Entertainment 2.0" (Juicy J, 2 Chainz и Ники Минаж) | 2013   | —        | 94       | —        | —        | —        | —        | —        | —        | —        | —        | | Full Frequency           |
| "Turn It Up"                                         | 2013   | —        | —        | —        | 21       | —        | 31       | 35       | —        | —        | —        | | Full Frequency           |
| "Want Dem All" (Konshens)                            | 2013   | —        | —        | —        | 70       | —        | —        | —        | —        | —        | —        | | Full Frequency           |
| "Hey Baby"                                           | 2014   | —        | —        | —        | 47       | —        | 36       | —        | —        | —        | —        | | Full Frequency           |
| "Paradise" (Matoma и KStewart)                       | 2016   | —        | —        | —        | —        | —        | —        | —        | —        | —        | —        | | Hakuna Matoma            |
| "Crick Neck" (Chi Ching Ching)                       | 2016   | —        | —        | —        | —        | —        | —        | 140      | —        | —        |          | | Није ни на једном албуму |
| "No Lie" (Дуа Липа)                                  | 2016   | —        | —        | 28       | 10       | 79       | 32       | 10       | —        | —        | —        | - BPI: Платина - BVMI: Платина - SNEP: Платина | Mad Love the Prequel     |
| "Tek Weh Yuh Heart" (Tory Lanez)                     | 2016   | —        | —        | —        | —        | —        | —        | —        | —        | —        | —        | | Mad Love the Prequel     |
| "Body" (Migos)                                       | 2017   | —        | 98       | —        | —        | —        | —        | 76       | —        | —        | —        | | Mad Love the Prequel     |
| "She Call Me"                                        | 2017   | —        | —        | —        | —        | —        | —        | —        | —        | —        | —        | | Није ни на једном албуму |
| "Mad Love" (Давид Гета и Becky G)                    | 2018   | —        | 71       | 39       | 10       | 39       | 36       | 22       | —        | —        | —        | - BPI: Сребрно - SNEP: Златно | Mad Love the Prequel     |
| "Tip Pon It" (Major Lazer)                           | 2018   | —        | —        | —        | —        | —        | —        | —        | —        | —        | —        | | Mad Love the Prequel     |
| "Feels Like Home" (Sigala, Fuse ODG и Kent Jones)    | 2018   | —        | —        | —        | —        | —        | —        | 71       | —        | —        | —        | | Brighter Days            |
| "Naked Truth" (Jhené Aiko)                           | 2018   | —        | —        | —        | —        | —        | —        | —        | —        | —        | —        | | Mad Love the Prequel     |

### Као гостојући извођач
| Назив                                                                         | Година | Позиција | Позиција | Позиција | Позиција | Позиција | Позиција | Позиција | Позиција | Позиција | Позиција | Сертификати | Албум                                |
| Назив                                                                         | Година | АУС      | КАН      | ФРА      | НЕМ      | ИР       | ШВЕ      | УК       | САД      | САД R&B  | САД реп  | Сертификати | Албум                                |
| ----------------------------------------------------------------------------- | ------ | -------- | -------- | -------- | -------- | -------- | -------- | -------- | -------- | -------- | -------- | --- | ------------------------------------ |
| "Money Jane" (Baby Blue Soundcrew, Kardinal Offishall, Jully Black и Шон Пол) | 2000   | —        | 24       | —        | —        | —        | —        | —        | —        | —        | —        | | Private Party Collectors Edition     |
| "Bossman" (Beenie Man, Шон Пол и Lady Saw)                                    | 2003   | —        | —        | —        | —        | —        | —        | 78       | —        | —        | —        | | Tropical Storm                       |
| "Make It Clap" (Баста Рајмс, Шон Пол и Spliff Star)                           | 2003   | —        | 21       | —        | 50       | 43       | —        | 16       | 47       | 17       | 14       | | It Ain't Safe No More                |
| "Baby Boy" (Бијонсе и Шон Пол)                                                | 2003   | 3        | 2        | 8        | 4        | 6        | 5        | 2        | 1        | 1        | —        | - Аустралијско удружење дискографских кућа: Платина - BPI: Сребрно - Америчко удружење дискографских кућа: Златно                                                                                  | Dangerously in Love                  |
| "Breathe" (Blu Cantrell и Шон Пол)                                            | 2003   | 8        | —        | 13       | 7        | 1        | 5        | 1        | 41       | 13       | —        | - Аустралијско удружење дискографских кућа: Златно - BPI: Платина | Bittersweet                          |
| "Cry Baby Cry" (Carlos Santana, Шон Пол и Joss Stone)                         | 2005   | —        | 15       | 156      | 47       | —        | 29       | 71       | —        | —        | —        | | All That I Am                        |
| "Slow Wind" (ремикс) (Р. Кели, Шон Пол Ејкон)                                 | 2005   | —        | —        | —        | —        | —        | —        | —        | —        | 91       | —        | | Remix City, Volume 1                 |
| "Break It Off" (Ријана и Шон Пол)                                             | 2006   | —        | 19       | —        | —        | —        | —        | —        | 9        | —        | —        | | A Girl like Me                       |
| "Push It Baby" (Pretty Ricky и Шон Пол)                                       | 2007   | —        | —        | —        | —        | —        | —        | —        | 109      | 51       | 18       | | Late Night Special                   |
| "Give It to You" (Eve и Шон Пол)                                              | 2007   | —        | —        | —        | 49       | —        | —        | —        | 124      | 114      | —        | | Lip Lock                             |
| "Come Over" (Estelle и Шон Пол)                                               | 2008   | —        | —        | —        | 62       | —        | —        | —        | —        | 56       | —        | | Shine                                |
| "Lolli Pop" (Farrah Franklin и Шон Пол)                                       | 2008   | —        | —        | —        | —        | —        | —        | —        | —        | —        | —        | | Miss Farrah                          |
| "Feel It" (DJ Felli Fel, Flo Rida, T-Pain, Питбул и Шон Пол)                  | 2009   | —        | —        | —        | —        | —        | —        | —        | —        | —        | 23       | | Није ни на једном албуму             |
| "Do You Remember" [Jay Sea, Лил Џон и Шон Пол)                                | 2009   | 7        | 11       | 13       | —        | 23       | —        | 13       | 10       | —        | —        | - BPI: Сребрно - Аустралијско удружење дискографских кућа: Платина - Америчко удружење дискографских кућа: Платина                                                                                 | All or Nothing                       |
| "Waya Waya" (Tal и Шон Пол)                                                   | 2011   | —        | —        | 72       | —        | —        | —        | —        | —        | —        | —        | | Le droit de rêver                    |
| "Summer Paradise" (Simple Plan и Шон Пол)                                     | 2012   | 4        | 9        | 21       | 9        | 52       | 11       | 12       | —        | —        | —        | - Аустралијско удружење дискографских кућа: 2× Платина - BVMI: Златно - MC: 2× Платина - IFPI ШВЕ: Златно                                                                                          | Get Your Heart On!                   |
| "Wine It Up" (Lucenzo и Шон Пол)                                              | 2012   | —        | —        | 62       | —        | —        | —        | —        | —        | —        | —        | | Није ни на једном албуму             |
| "She Makes Me Go" (Arash и Шон Пол)                                           | 2012   | —        | —        | 16       | 5        | —        | 13       | —        | —        | —        | —        | - BVMI: Златно - IFPI ШВЕ: Златно | Superman                             |
| "What About Us" (The Saturdays и Шон Пол)                                     | 2012   | —        | 79       | —        | 44       | 6        | —        | 1        | —        | —        | —        | - BPI: Златно | Living for the Weekend               |
| "Come On to Me" (Major Lazer и Шон Пол)                                       | 2014   | —        | —        | 21       | —        | —        | —        | —        | —        | —        | —        | | Apocalypse Soon                      |
| "Bailando" (Енрике Иглесијас, Шон Пол, Descemer Bueno и Gente de Zona)        | 2014   | 52       | 21       | 23       | 31       | 72       | 4        | 75       | 12       | —        | —        | - BPI: Сребрно - BVMI: Златно - IFPI ШВЕ: Златно - MC: Платина - Америчко удружење дискографских кућа: Платина                                                                                     | Sex and Love                         |
| "Dangerous Love" (Fuse ODG и Шон Пол)                                         | 2014   | —        | —        | —        | —        | 22       | —        | 3        | —        | —        | —        | | T.I.N.A.                             |
| "Ebony Eyes" (Rico Bernasconi, Tuklan, A-Class и Шон Пол)                     | 2015   | —        | —        | —        | 28       | —        | —        | —        | —        | —        | —        | | Није ни на једном албуму             |
| "Make My Love Go" (Jay Sean]] и Шон Пол)                                      | 2016   | —        | —        | —        | 22       | 65       | 59       | 49       | —        | —        | —        | - BPI: Сребрно |                                      |
| "Cheap Thrills" (Sia Furler и Шон Пол)                                        | 2016   | 6        | 1        | 1        | 1        | 1        | 2        | 2        | 1        | —        | —        | - Аустралијско удружење дискографских кућа: 4× Платина - BPI: 2× Платина - BVMI: Diamond - MC: 7× Платина - RMNZ: 2× Платина - Америчко удружење дискографских кућа: 4× Платина                    | This Is Acting                       |
| "Lay You Down Easy" (Magic! и Шон Пол)                                        | 2016   | 91       | 36       | —        | —        | —        | —        | —        | —        | —        | —        | | Primary Colours                      |
| "Ride It" (Borgeous, Rvssian, M.R.I. и Шон Пол)                               | 2016   | —        | —        | —        | —        | —        | —        | —        | —        | —        | —        | | 13                                   |
| "Hair" (Little Mix и Шон Пол)                                                 | 2016   | 10       | —        | 137      | —        | 20       | —        | 11       | —        | —        | —        | - Аустралијско удружење дискографских кућа: 2× Платина - BPI: Платина - IRL: Платина | Get Weird                            |
| "Trumpets" (Sak Noel, Salvi и Шон Пол)                                        | 2016   | —        | —        | —        | —        | —        | —        | —        | —        | —        | —        | | Није ни на једном албуму             |
| "Rockabye" (Clean Bandit, Шон Пол и Anne-Marie)                               | 2016   | 1        | 4        | 4        | 1        | 1        | 1        | 1        | 9        | —        | —        | - Аустралијско удружење дискографских кућа: 4× Платина - BPI: 2× Платина - BVMI: 3× Златно - MC: 6× Платина - SNEP: Diamond - IFPI SWI: 2× Платина - Америчко удружење дискографских кућа: Платина | What Is Love?                        |
| "Ovaload" (Gentleman и Шон Пол)                                               | 2017   | —        | —        | —        | 78       | —        | —        | —        | —        | —        | —        | | The Selection                        |
| "Súbeme La Radio (ремикс)" (Енрике Иглесијас, Шон Пол и Matt Terry)           | 2017   | —        | —        | —        | —        | 51       | —        | 10       | —        | —        | —        | - BPI: Златно | Trouble                              |
| "Златно" (Valentino Khan и Шон Пол)                                           | 2017   | —        | —        | —        | —        | —        | —        | —        | —        | —        | —        | | Major Lazer Presents: Give Me Future |

## Сарадње
| Година | Песма                                      | Други музичар(и) | Албум                                                 |
| ------ | ------------------------------------------ | --- | ----------------------------------------------------- |
| 1998   | "Top Shotter"                              | Ди-Ем-Екс, Mr. Vegas | Belly                                                 |
| 2000   | "Money Jane"                               | Baby Blue Soundcrew, Kardinal Offishall, Jully Black                                                                                                  | Private Party Collectors Edition                      |
| 2001   | "Ladies' Man"                              | Spanner Banner | Real Love                                             |
| 2001   | "Lovey Dovey Stuff"                        | Geri Halliwell |                                                       |
| 2001   | "Money Jane" (ремикс)                      | Kardinal Offishall, Jully Black | Quest for Fire: Firestarter, Vol. 1                   |
| 2002   | "Bossman                                   | Beenie Man, Lady Saw | Tropical Storm                                        |
| 2002   | "Hey Sexy Lady"                            | Shaggy, Brian иd Tony Gold | Lucky Day                                             |
| 2002   | "What They Gonna Do"                       | Џеј-Зи | The Blueprint 2: The Gift & The Curse                 |
| 2002   | "Make It Clap"                             | Баста Рајмс, Spliff Star | It Ain't Safe No More                                 |
| 2003   | "Hey Sexy Lady" (ремикс)                   | Shaggy, Brian and Tony Gold, Вил Смит | Riddim Driven: Sexy Lady Explosion & Reggae Gold 2003 |
| 2003   | "Baby Boy"                                 | Бијонсе | Dangerously In Love                                   |
| 2003   | "Shoot Em Up"                              | G-Unit | Automatic Gunfire                                     |
| 2003   | "Cruise Control"                           | Кајли Миног | Body Language Special Edition                         |
| 2003   | "Breathe"                                  | Blu Cantrell | Bittersweet                                           |
| 2003   | "Things Come & Go"                         | Mýa | Moodring                                              |
| 2003   | "International Affair"                     | Mark Ronson, Tweet | Here Comes the Fuzz                                   |
| 2004   | "Three Little Birds"                       | Ziggy Marley | Shark Tale                                            |
| 2004   | "It's Alright"                             | Fabolous | Real Talk                                             |
| 2005   | "Cry Baby Cry"                             | Carlos Santana, Joss Ston | All That I Am                                         |
| 2005   | "Slow Wind" (ремикс)                       | Р. Кели, Ејкон | Remix City, Volume 1                                  |
| 2006   | "I Wanna Love You" (ремикс)                | Ејкон |                                                       |
| 2006   | "Break It Off"                             | Ријана | A Girl Like Me                                        |
| 2006   | "(When You Gonna) Give It Up to Me"        | Keyshia Cole | Step Up                                               |
| 2007   | "Always on My Mind"                        | Da'Ville | On My Mind                                            |
| 2007   | "Push It Baby"                             | Pretty Ricky | Late Night Special                                    |
| 2007   | "Give It to You"                           | Eve | Lip Lock                                              |
| 2008   | "Back It Up"                               | Mr. Evil |                                                       |
| 2008   | "Hit 'Em"                                  | Fahrenheit, Jigzagula |                                                       |
| 2008   | "Dangerous" (ремикс)                       | Kardinal Offishall, Ејкон | Not 4 Sale                                            |
| 2008   | "Come Over"                                | Estelle | Shine                                                 |
| 2008   | "She's Fine"                               | DJ Khaled, Миси Елиот, Баста Рајмс | We Global                                             |
| 2008   | "Dangerous" (Second ремикс)                | Ејкон, Kardinal Offishall, Twista | The Freedom Mixtape                                   |
| 2008   | "Paradise" (ремикс)                        | Mýa | Sugar & Spice                                         |
| 2009   | "Save a Life" (Charity single)             | Shaggy, Gramps Morgan, Christopher Martin, Etana, Da'Ville, Marcia Griffiths, Luciano, Tessanne Chin, Freddie McGregor, Elephant Man, D-Lynx, D-Major |                                                       |
| 2009   | "Feel It"                                  | DJ Felli Fel, Flo Rida, T-Pain, Pitbull |                                                       |
| 2010   | "Brown Skin Girl"                          | Крис Браун | Graffiti                                              |
| 2010   | "Follow Me"                                | Sean Kingston |                                                       |
| 2010   | "Rise Again" (Digital Haiti Relief single) | Shaggy, Sean Kingston, Alison Hinds, Shontelle, Edwin Yearwood, Destra Garcia, David Rudder, KesDieffenthaller, Tessanne Chin, Etana, BélO            |                                                       |
| 2010   | "Your Love" (ремикс)                       | Ники Минаж |                                                       |
| 2010   | "Giving Her the Grind"                     | Nelly | 5.0                                                   |
| 2011   | "Rear View Mirror"                         | Mýa | K.I.S.S.                                              |
| 2011   | "Shake Señora"                             | Pitbull, T-Pain | Planet Pit                                            |
| 2011   | "Shake Señora" (ремикс)                    | Pitbull, T-Pain, Лудакрис | Planet Pit                                            |
| 2012   | "4 AM" (ремикс)                            | Мелани Фиона |                                                       |
| 2012   | "Summer Paradise"                          | Simple Plan | Get Your Heart On!                                    |
| 2012   | "Minha Lady Lady"                          | Lucenzo | Emigrante del Mundo                                   |
| 2012   | "What About Us"                            | The Saturdays | Living for the Weekend                                |
| 2012   | "My Only"                                  | Jay Sean, Pharrell | Neon                                                  |
| 2012   | "Tik Tok"                                  | Боб Синклер | Disco Crash                                           |
| 2014   | "Baby Danger"                              | Wisin | El Regreso del Sobreviviente                          |
| 2014   | "Passion Wine"                             | Farruko | Farruko Presenta: Los Menores                         |
| 2014   | "Loaded"                                   | Koda Kumi | Bon Voyage                                            |
| 2014   | "Party Tun Up" (ремикс)                    | Mr Vegas, Fatman Scoop | Bruk It Down 2.0                                      |
| 2014   | "Dangerous Love"                           | Fuse ODG |                                                       |
| 2014   | "Bum Bum" (ремикс)                         | Timaya |                                                       |
| 2016   | "[Cheap Thrills" (ремикс)                  | Sia Furler | This Is Acting                                        |
| 2016   | "Hair" (ремикс)                            | Little Mix | Get Weird                                             |
| 2016   | "Luv" (ремикс)                             | Tory Lanez |                                                       |
| 2016   | "Let Me Love You" (ремикс)                 | DJ Snake, Џастин Бибер | Encore                                                |
| 2017   | "Ovaload"                                  | Gentleman | The Selection                                         |
| 2017   | "Súbeme La Radio" (ремикс)                 | Енрике Инглесијас, Matt Terry |                                                       |

## Спотови
| Година | Видео                                                     | Режисер(и)                           |
| ------ | --------------------------------------------------------- | ------------------------------------ |
| 1994   | "Nice Time" (Carrot Jarrett)                              | Дејвид Борли                         |
| 1997   | "Ladies' Man" (Spanner Banner)                            | Бил Шахт                             |
| 1998   | "(Haffi Get De Gal Ya) Hot Gal Today"                     | Kevin Lee                            |
| 1999   | "Deport Them"                                             | Џеси Тереро                          |
| 2000   | "Money Jane" (Kardinal Offishall)                         | Kevin De Freitas                     |
| 2002   | "Gimme the Light"                                         | Director X                           |
| 2003   | "Make It Clap" (Баста Рајмс)                              | Erik White и Баста Рајмс             |
| 2003   | "Get Busy"                                                | Little X                             |
| 2003   | "Baby Boy" (Бијонсе)                                      | Џејк Нава                            |
| 2003   | "Like Glue"                                               | Benny Boom                           |
| 2003   | "Bossman" (Beenie Man)                                    | Jeremy Rall                          |
| 2003   | "Breathe" (Blu Cantrell)                                  | Хајп Вилијамс                        |
| 2004   | "I'm Still in Love with You" (Sasha)                      | Little X                             |
| 2005   | "We Be Burnin'"                                           | Џеси Тереро                          |
| 2005   | "Ever Blazin'"                                            | Антони Мадлер                        |
| 2006   | "Temperature"                                             | Little X, RT!                        |
| 2006   | "Cry Baby Cry" ( Carlos Santana и Joss Stone)             | Крис Робинсон                        |
| 2006   | "Never Gonna Be the Same"                                 | Jessy Terrero                        |
| 2006   | "(When You Gonna) Give It Up to Me" (Keyshia Cole)        | Little X                             |
| 2007   | "Give It to You" (Eve)                                    | Мелина Матсоускас                    |
| 2007   | "Watch Dem Roll"                                          | Џеси Тереро                          |
| 2008   | "Come Over"                                               | Lil X                                |
| 2009   | "So Fine"                                                 | Реј Кеј                              |
| 2009   | "Press It Up"                                             | Џеси Тереро                          |
| 2009   | "Hold My Hand"                                            | Lil X                                |
| 2009   | "Now That I've Got Your Love"                             | Lil X                                |
| 2009   | "Do You Remember"                                         | Гил Грин                             |
| 2009   | "Tik Tok"                                                 | Хајп Вилијамс                        |
| 2011   | "Got 2 Luv U"                                             | Бен Мора                             |
| 2011   | "She Doesn't Mind"                                        | Еван Винтер                          |
| 2011   | Touch the Sky (Damien LeRoy)                              | Дејви Духамел                        |
| 2012   | "Summer Paradise" (Simple Plan)                           | Simple Plan                          |
| 2012   | "How Deep Is Your Love" (fKelly Rowland)                  | Џуван Ли                             |
| 2012   | "Dream Girl"                                              |                                      |
| 2013   | "What About Us" (The Saturdays)                           | Сара Крафтфилд                       |
| 2015   | "Never Give Up"                                           | JA Productions                       |
| 2016   | "Hair" (микс)                                             | Director X                           |
| 2016   | "Ride It" ([Borgeous, [[Tarik "Rvssian" Johnston и M.R.I) |                                      |
| 2016   | "Trumpets" (Sak Noel и Salvi)                             | Дани Фексас                          |
| 2016   | "Cheap Thrills" (Sia)                                     | Sia, Daniel Askill                   |
| 2016   | "Rockabye" (Clean Bandit и Anne-Marie)                    | Jack Patterson, Grace Chatto         |
| 2017   | "No Lie" (Дуа Липа)                                       | Tim Nackashi                         |
| 2017   | "Tek Weh Yuh Heart" (Tory Lanez)                          | Stash Box Productions & Karena Evans |
| 2017   | "Body" (Migos)                                            | Daps                                 |
| 2017   | "Ovaload" (Gentleman)                                     | Kingstone Entertainment              |
| 2017   | "Gold" (Valentino Khan)                                   | Lil Internet                         |
| 2017   | "Rolling" (Shenseea)                                      | Роген Воклер                         |
| 2018   | "Mad Love" (with Дејвид Гета и Becky G)                   | Сарах Мек Логан                      |
| 2018   | "Tip Pon It" (Major Lazer)                                | Александар Куртс                     |